# Kiroweć Makiejewka
Kiroweć Makiejewka (ukr. Футбольний клуб «Кіровець» Макіївка, Futbolnyj Kłub "Kiroweć" Makijiwka) – ukraiński klub piłkarski z siedzibą w Makiejewce, w obwodzie donieckim.
W latach 1966–1970 występował w rozgrywkach radzieckiej Klasy B Mistrzostw ZSRR.

## Historia
Chronologia nazw:
- 1936: Zakład imienia Kirowa Makiejewka (ukr. Завод імені Кірова Макіївка)
- 1937—1948: Stal Makiejewka (ukr. «Сталь» Макіївка)
- 1949—1965: Metałurh Makiejewka (ukr. «Металург» Макіївка)
- 1966—1970: Awanhard Makiejewka (ukr. «Авангард» Макіївка)
- 1971—199?: Kiroweć Makiejewka (ukr. «Кіровець» Макіївка)

Jeszcze do rozpoczęcia II wojny światowej przy Zakładzie imienia Kirowa w Makiejewce założono drużynę piłkarską, która reprezentowała przedsiębiorstwo. W 1936 zespół startował w rozgrywkach Pucharu ZSRR. W 1937 klub otrzymał nazwę Stal Makiejewka. W 1948 zmienił nazwę na Metałurh Makiejewka. W 1966 z nazwą Awanhard Makiejewka debiutował w Klasie B, strefie ukraińskiej Mistrzostw ZSRR. Po reorganizacji rozgrywek piłkarskich w ZSRR w 1971 roku klub stracił miejsce w lidze. Potem klub przyjął nazwę Kiroweć Makiejewka i występował w rozgrywkach lokalnych. Ale już w 1973 jako Szachtar Makiejewka startował w Mistrzostwach Ukraińskiej SRR spośród zespołów amatorskich, w której z przerwami występował do 1990 roku. W sezonie 1980 był bliski awansu do rozgrywek profesjonalnych ale w turnieju finałowym zajął tylko 4.miejsce. 
Po rozpadzie ZSRR Ukraina założyła własną federację piłkarską i zaczęła prowadzić własne mistrzostwa piłkarskie. W sezonie 1993/94 roku występował w rozgrywkach Amatorskiej ligi Ukrainy, gdzie zajął 8 miejsce (z 15) w swojej grupie. Po kilku latach, klub w końcu zniknął z mapy piłkarskiej Ukrainy. 

## Sukcesy
- 3 miejsce w Klasie B ZSRR, strefie ukraińskiej: 1970
- 4 miejsce w Mistrzostwach Ukraińskiej SRR spośród zespołów amatorskich: 1980
- mistrz obwodu donieckiego (5x): 1946, 1978, 1983, 1987, 1989
- zdobywca Pucharu obwodu donieckiego (3x): 1976, 1977, 1981

## Inne
- Chołodna Bałka Makiejewka
- Makijiwwuhilla Makiejewka
- Szachtar Makiejewka